# 吉本 (着物クリーニング)
株式会社 吉本（よしもと）は京都市中京区三条猪熊町に本拠を置く、着物のシミ抜きなど直しを専門とする老舗企業。「きものトータルクリニック吉本」の名称も使用している。伝統工芸士、厚生労働大臣認定一級技能士などが複数在籍し、着物のほか洋服や鞄の直しも行い、京都本店のほか日本橋、東京都港区、中野区、金沢市、鹿児島県に店舗を置く。また、その専門知識を買われ、映画『るにん』（2006年 奥田英二監督）の衣装制作、テレビ番組『科捜研の女』の技術指導並びに撮影協力なども行っているほか、マスメディアでの取材も多い。

## 概要
1936年（昭和11年）4月1日、創業享保10年の老舗呉服問屋千切屋から独立し、京都にて着物のシミ抜き、染色補正の専門店として創業。当初扱う品物は商品になる前の段階のもので、製作や流通過程で付着する汚れや染料、染めの不良等の直しを行っていた。当時より技術水準が高く、人間国宝の作製による着物の直し依頼や洋服や鞄等、他では直せない物の依頼が入るようになる。特に素材の中でもとりわけ難しいといわれる絹製品を専門的に扱ってきたため、他製品への技術の応用が可能であった。洋品の扱い量の増加とともにクリーニング業界や百貨店、ブランドショップなどからも口コミで依頼が増え、実績を増やし高額商品の取扱件数では全国でもトップシェアを誇る。吉本の技術の特徴は、新品を直すことから発生したため「完全にきれいにならないと評価されない」点が原点になっている。展示品などの場合、汚れは完全に落ちても生地の色がライトを長時間浴びたため色落ちするケースが多いが、この場合部分的に染め直す「色かけ」という特殊な技術を施す。修復が難しい場合は、柄を足しシミや変色を隠し、総合的に違和感のない状態にまで仕上げる創造力も要求される技術である。さらには、若い頃に着ていた着衣を年齢に合わせて全く異なる色柄にイメージチェンジして再生するサービスをはじめ、着なくなった着物を別布を加えてデザインを変えたり、道行コートや羽織、帯、小物などに仕立て直すサービスなどを行っている。
特殊な技術がマスメディアからも注目され、テレビ朝日の木曜ミステリードラマ『科捜研の女』15 第6話（2015年11月26日放送）で技術指導並びに撮影協力を行ったほか、バラエティ番組のテレビ朝日『くりぃむしちゅーのニッポンのベテラン』や日本テレビ『ヒルナンデス!』では、シミ450個が付いた30年来の古い子供の七五三用の着物を職人が様々な経験に基づく技術で蘇っていく様子や、テレビタレントの森尾由美の依頼で25年前のウェディングドレスのシミを現代表者である新井修が2週間がかりで修復する様子の一部が放映された。

## 沿革
- 1936年（昭和11年）4月1日 - 呉服問屋千切屋から独立し、京都にて着物のシミ抜き専門店として創業[7]。
- 2006年（平成18年）1月14日公開の奥田英二監督映画『るにん』の衣装制作を担当[2]。
- 2015年（平成27年）
  - 1月25日 - テレビ朝日『くりぃむしちゅーのニッポンのベテラン』にてシミを消すのではなく、生かす技術として紹介される[3][15]。
  - 11月26日 - テレビ朝日の木曜ミステリードラマ『科捜研の女』15 第6話で技術指導並びに撮影協力を行う[3]。

## 所在地

### 本社
- 京都本社 - 京都市中京区三条猪熊町648[1]

### 営業所
- 東京日本橋店 - 東京都中央区日本橋浜町1-4-8[1]
- 金沢店 - 石川県金沢市横川7丁目2[1]
- 南青山店 - 東京都港区南青山6-2-2[16]
- 中野店 - 東京都中野区弥生町4-2-26[1]
- 高松店 - 香川県高松市内町7-1 高松三越 本館2F[1]
- 鹿児島店 - 鹿児島県鹿児島市金生町3-1 山形屋 中4F[1]
- ブランド品修理工房 銀座吉本 東京都中央区銀座5丁目7-19 銀座フォリービル1F[1]

## メディア

### テレビ
- 2015年1月25日 - テレビ朝日『くりぃむしちゅーのニッポンのベテラン』「プロが唸るプロの仕事」[3]
- 2015年11月26日 - テレビ朝日 木曜ミステリードラマ『科捜研の女』15 第6話[3][14]
- 日本テレビ『ヒルナンデス!』「宝物お直しセンター」[3][4][5]